# Christian Reformed Church
Christian Reformed Church in North America (CRC) är ett reformert amerikanskt trossamfund, bildat 1904 av Gijsbert Haan och andra avhoppare från Reformed Church in America (RCA). 
CRC har 222 000 medlemmar fördelade på över tusen lokala församlingar i USA och Kanada.

## Ekumenik
CRC tillhör National Association of Evangelicals, Canadian Council of Churches, Evangelical Fellowship of Canada och World Communion of Reformed Churches. 2001 uteslöts CRC ur North American Presbyterian and Reformed Council, efter att man beslutat att börja viga kvinnliga präster.

## Systerkyrkor
Man har systerkyrkor i flera länder, bland annat Kristna Reformerta Kyrkan i Nederländerna.

## Avhoppare
Under årens lopp har många lämnat CRC och bildat nya kyrkor som Protestant Reformed Churches, Orthodox Christian Reformed Churches och United Reformed Churches in North America.

### Fotnoter
1. ↑  Membership stats CRCNA